# Ubalda García de Cañete
Ubalda García de Cañete   (Asunción, 1807 - 1890) va ser l'única filla natural del dictador paraguaià José Gaspar Rodríguez de Francia (1766-1840), i neta del portuguès Jose Engracia Garcia Rodrigues de França (1737-1807).
La mare d'Ubalda era María Juana García, una amistançada del dictador. Malgrat ser filla il·legítima del seu pare i que ell no li va fer cap acte de bondat, el seu pare Francia la respectava. Un dia el dictador Francia la va trobar prostituint-se a prop de la seva residència, i en lloc de castigar-la, va declarar la prostitució una professió decent al Paraguai (ell mateix n'era client). D'aquesta manera va ordenar que les prostitutes duguessin pintes d'or al cabell, a l'estil de les dames espanyoles.
Ubalda es va casar amb Juan de la Cruz Cañete, amb qui van tenir una filla, Francisca del Rosario (1842-1928), dos anys abans de la mort de Francia. Va morir a Asunción l'any 1890, als 83 anys.